# Probsteizella
Probsteizella ist ein heute zum Ortsteil Frankenroda der Stadt Amt Creuzburg im Wartburgkreis in Thüringen gehörendes Einzelgehöft mit angrenzendem Campingplatz und einem 1998 eröffneten Reiterhof.

## Lage
Probsteizella liegt im nördlichen Wartburgkreis, am rechten Werraufer zwischen Frankenroda und dem Treffurter Stadtteil Falken. Für den Straßenverkehr zu erreichen ist der Hof von Frankenroda aus. Am Hof führt ein asphaltierter Abschnitt des Werratal-Radweges vorbei. Eine eigene Bootsanlegestelle, Reit- und Wanderwege ermöglichen seit den 1990er Jahren vielfältige Freizeitaktivitäten. In der DDR-Zeit lag Probsteizella am Rande des Sperrgebietes, konnte aber besichtigt werden.
Zur Flur von Probsteizella zählt auch umfangreicher Acker- und Waldbesitz, im Norden der landwirtschaftlich geprägte Fuchsberg bis zum Ziegental, auf dem gegenüberliegenden Breiten Berg bis zur Scherbdaer Grenze. Dieser südliche Teil der Gemarkung entsprach etwa 60 Prozent der Gesamtflur und konnte mit Fuhrwerken nur über Umwege (Werrabrücke Falken oder von Scherbda) erreicht werden, da es wegen des Steilufers der Werra am Mönchsberg bei Frankenroda dorthin keine Zufahrt gab. Bei Niedrigwasser wurden Furten in der Werra benutzt.

## Geschichte

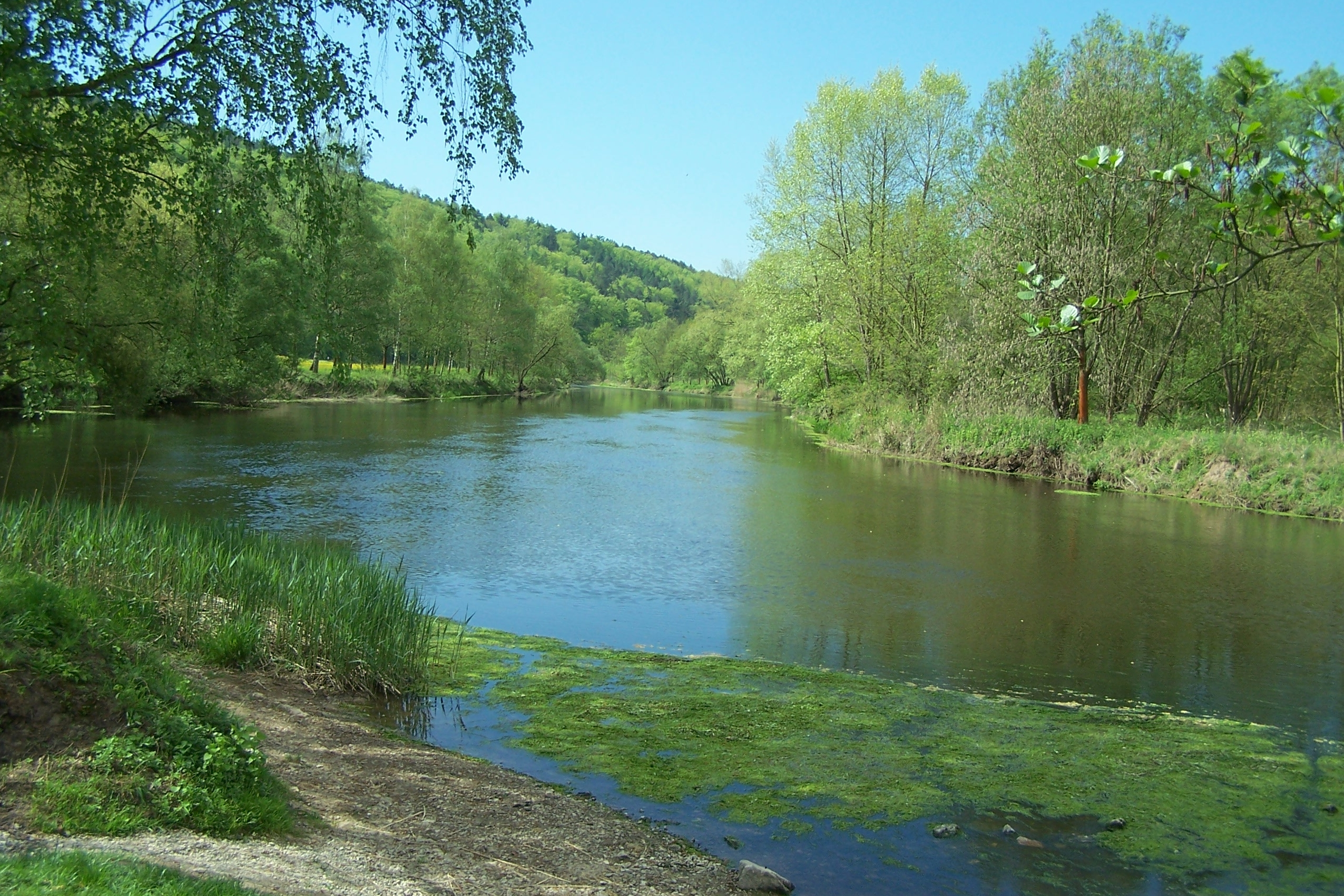
Landschaft bei Probsteizella

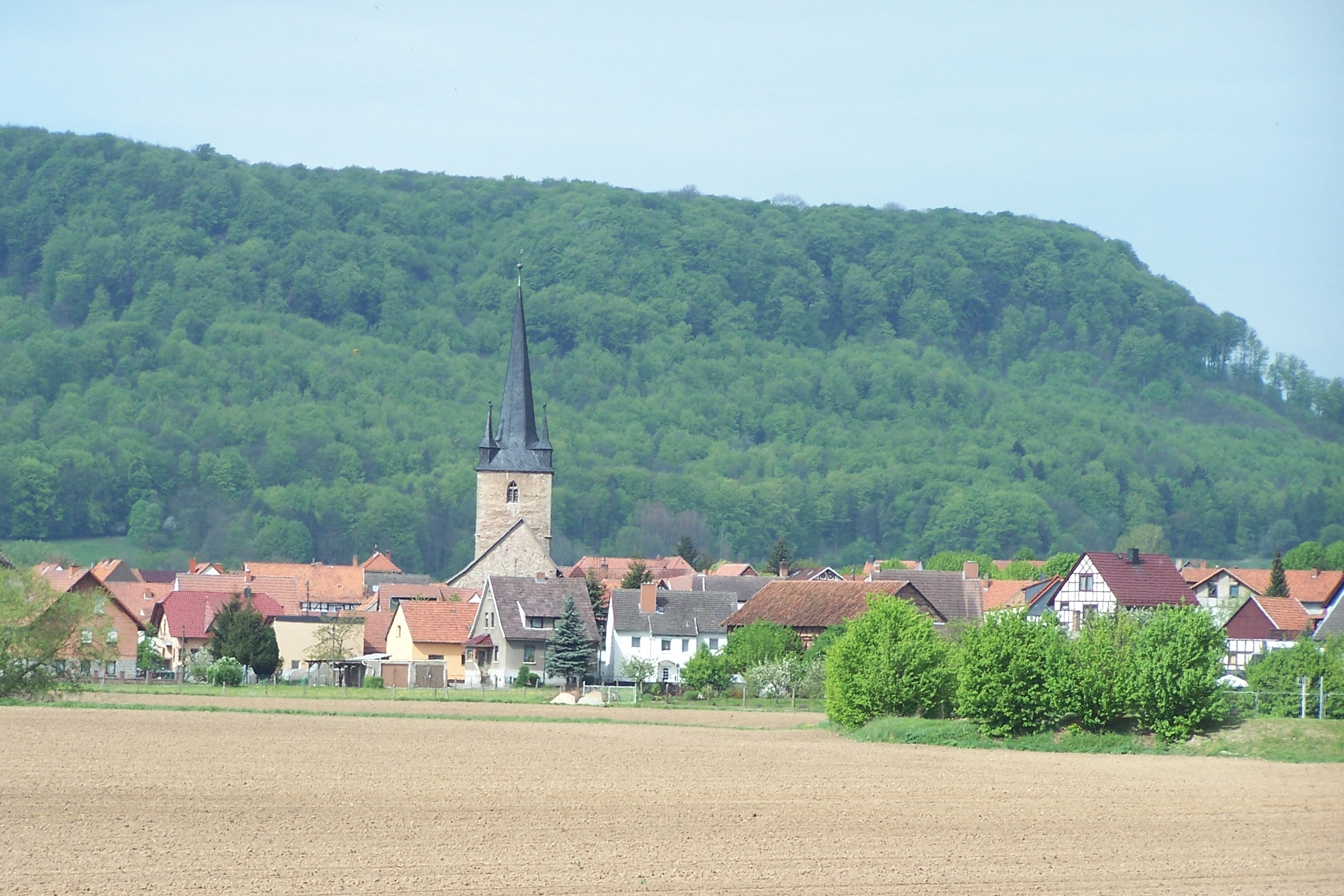
St. Martin in Falken

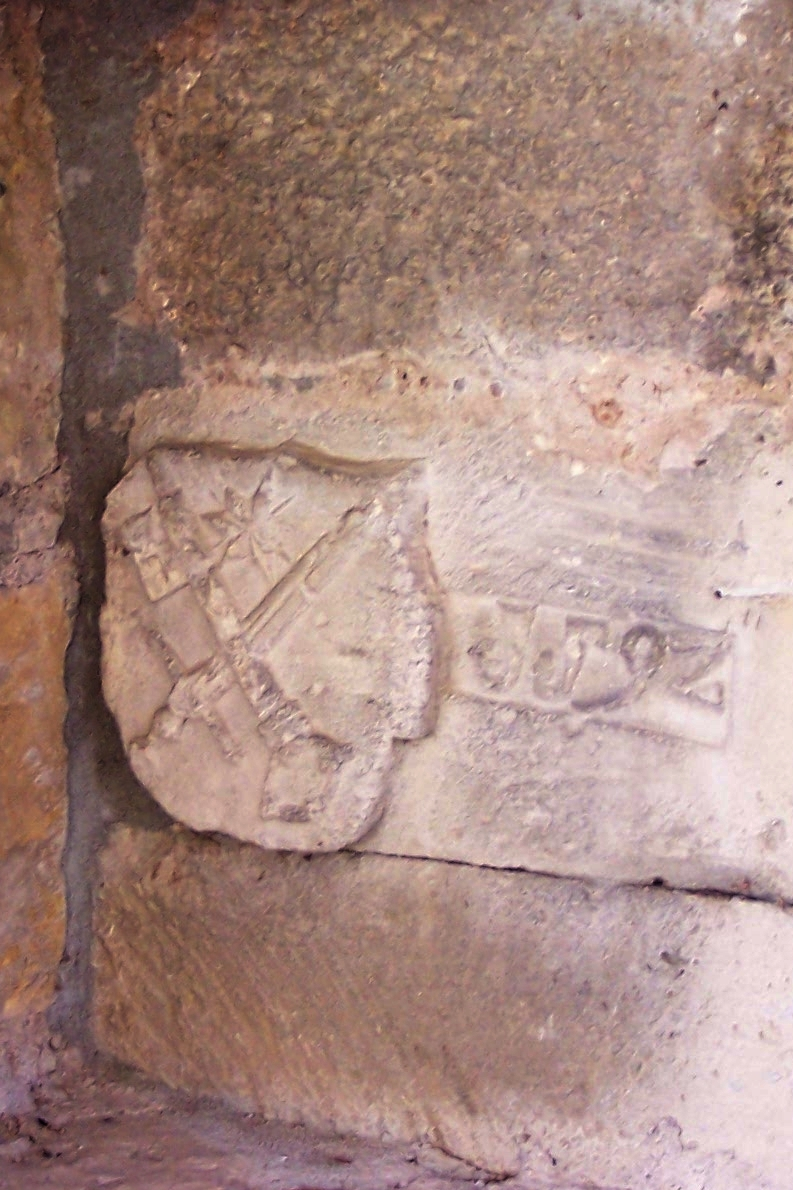
1592 datierter Wappenstein des Petersklosters

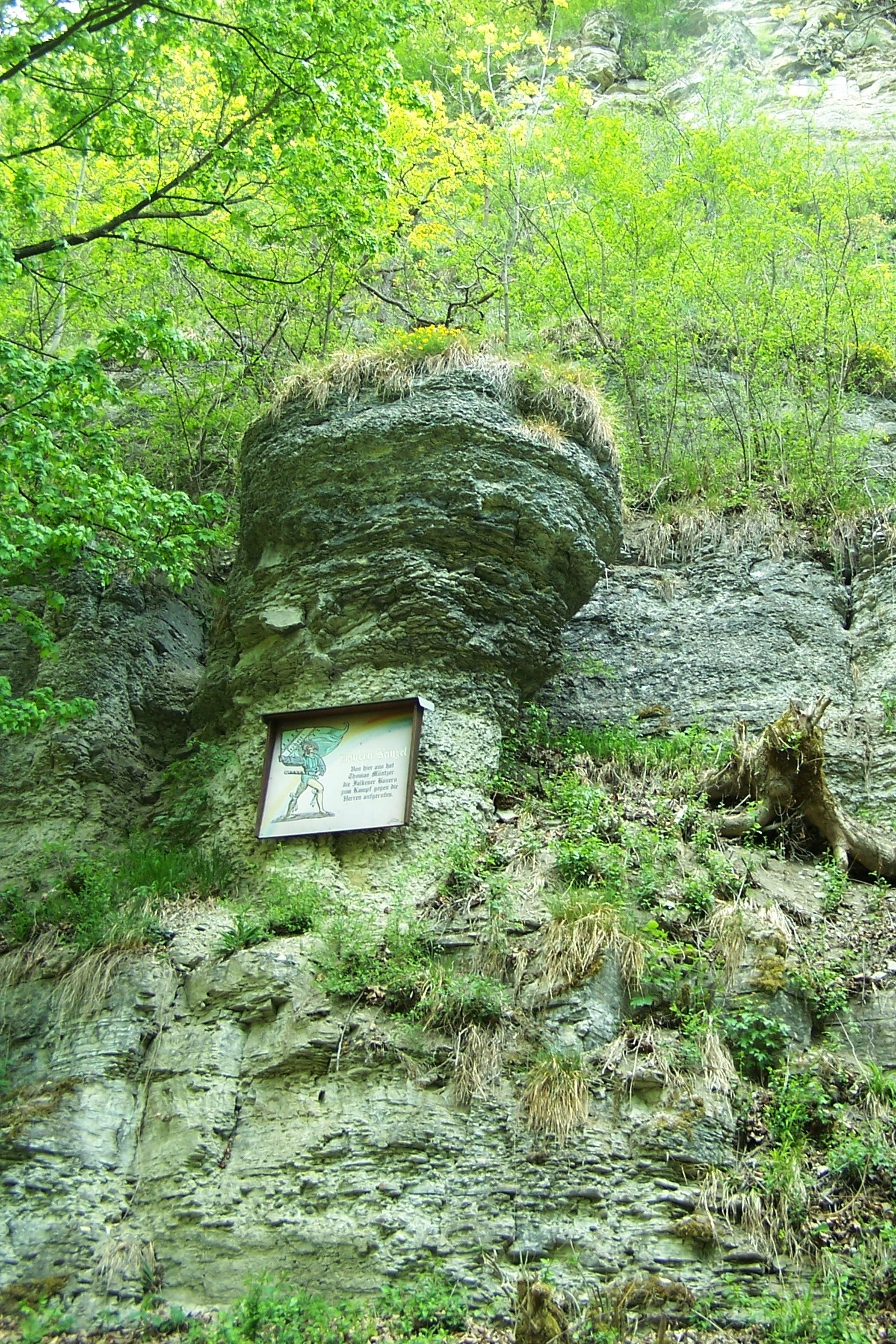
Die Bauernkanzel bei Probsteizella

Probsteizella wurde 1104 erstmals auf einer Urkunde des Erzbischofs Ruthard von Mainz erwähnt. Darin wird berichtet, dass dieser Bischof in der Nähe von Falken einen Altar weihte, wobei ein unter anderen Beteiligten ein edelfreier Ritter „Pilgrim de Trifurte“ als Zeuge erwähnt wird. Auf der Grundlage dieser Urkunde begingen die angrenzenden Orte Frankenroda, Falken und Treffurt sowie das etwa acht Kilometer Luftlinie südlich gelegene Dorf Bischofroda die 900-Jahr-Feiern.
Zur Erstausstattung der von Ruthard gestifteten „Zelle“ gehörte eine Mühle, Grundbesitz im Nachbarort Schnellmannshausen, in Hötzelsroda, in einer Wüstung Honingen (am Hainichrand?), in der bei Mihla gelegenen, später ebenfalls wüsten Ortschaft Almenhausen, sowie ein offenbar erst 1269 umstrittener Ort „Steinbach“ im noch ungerodeten Waldbezirk zwischen Falken, Scherbda, Frankenroda und Nazza. Ein Jahr nach der Weihung des Altars der Probstei Zella, also im Jahre 1105, war das ebenfalls im Mainzer Besitz befindliche Lehen Bischofroda, welches der Ritter Hermannus von Creuzburg innegehabt hatte, erblos an das Mainzer Erzstift zurückgefallen. Erzbischof Ruthard beschenkte nun damit die von ihm gestiftete CELLA SANCTI MARTINI – das spätere Probsteizella.
Ruthards Schenkung von Bischofroda wurde angefochten. Der sich über Jahre hinziehende Streit zwischen dem Kloster Disibodenberg und dem Erfurter Peterskloster als übergeordnete erzbischöfliche Instanz für Probsteizella wurde auf der Generalsynode von 1143 in Mainz unter Bischof Heinrich (1142–1153) dahingehend entschieden, das der "unrechtmäßige Besitzer" das Gut Bischofroda aufgeben solle, der Besitz sei zwischen den beiden Klöstern zu teilen. Obgleich Papst Eugen III. am 17. Februar 1148 in Metz dem Abt Kuno vom Kloster Disibodenberg die Besitzung des Gutes darunter das Dorf Bischofroda, bestätigte, wird ab 1148 das rheinpfälzische Kloster in Bezug auf Bischofroda nicht mehr erwähnt.
In den zahlreichen Konflikten dieser Zeit benötigte auch Probsteizella einen militärischen Schutz, er oblag den in Treffurt, auf der Burg Normannstein sitzenden Adelsgeschlecht der edelfreien Herren von Treffurt.
Die benachbarten Martinskirchen in Falken und Mihla waren als Urpfarreien bereits von großer Bedeutung und behielten diese Rolle auch nach der Gründung von Probsteizella bei. Die heutige Martinskirche von Falken im Güldenen Stift besitzt einen Anbau, auf der Ostseite, der offenbar zu einem besonderen Verwaltungsgebäude des Pfarrbezirks gehörte. Es ist anzunehmen, dass die abgelegene Cella St. Martin für die wenigen Mönche zwar als Wohn- und Schlafstatt genügte, für die zunehmende Verwaltungstätigkeit und auch Repräsentationsaufgaben war dieser entlegene Ort hingegen ungeeignet. Das bereits erwähnte Peterskloster in Erfurt hatte die Oberaufsicht über die erzbischöflichen Besitzungen in Thüringen, die dortigen Würdenträger wurden durch die Vergabe von Titeln und Grundbesitz noch fester an den jeweiligen Erzbischof gebunden, Probsteizella wurde, nachdem die Bedeutung der Falkener Martinskirche zugenommen hatte, zur Probstei umgewidmet.
Nach dem Aussterben der Ludowinger tobte in Westthüringen, beginnend mit dem Thüringer Erbfolgekrieg ein über mehrere Jahrzehnte ausgetragener Konflikt um die Vorherrschaft zwischen den Wettinern als Landgrafen von Thüringen, den Landgrafen von Hessen und dem Mainzer Erzbistum sowie weiteren Konfliktparteien, die von den Kontrahenten mit wechselndem Erfolg gewonnen werden konnten. Auch die zu dieser Zeit regierenden Könige versuchten durch Feldzüge eigene Machtinteressen zu festigen. In dieser instabilen Lage versank das Land in Chaos und Anarchie, die als Schutzvögte eingesetzten Treffurter Ritter wurden im späten 13. Jahrhundert selbst zur kriegsführenden Partei und in ihren Burgen belagert. Nach der Niederlage der Treffurter Ritter wurde ihr bis dahin selbständiges Herrschaftsgebiet unter den drei Siegermächten aufgeteilt. Bei diesem Teilungsvorgang entstand die Ganerbschaft Treffurt in gemeinschaftlicher Verwaltung, einige Randgebiete fielen aber als Entschädigung an die jeweils angrenzenden Herrschaften. Die Probstei Zella verblieb bei Mainz und wurde weiterhin vom Erfurter Peterskloster aus verwaltet, die zugehörigen Besitzungen in Bischofroda, Hötzelsroda und andernorts wurden hingegen als Lehen an Adelsfamilien verkauft oder verpfändet. Die nun von den drei Ganerben übernommene Schutzmacht blieb bestehen.

### Reformationszeit
Die von Martin Luther eingeleitete Reformation fand auch in vielen thüringischen Pfarreien Zustimmung. Der in der Falkener Ortschronik erwähnte Pfarrer von St. Martin und nicht Thomas Müntzer soll am 24. April 1525 den bei Probsteizella versammelten Bauern zur Teilnahme am Bauernkrieg aufgerufen haben. Seine Spuren verlieren sich in den Wirren des Bauernkrieges, auch die wenigen Mönche von Probsteizella verließen noch vor dem Höhepunkt der Unruhen ihre nun unsichere Heimstatt.
Entsprechend der ganerblichen Verträge trat im Fall von Probsteizella die Wiederherstellung des vorherigen Zustandes ein, hierzu wurde der Wiederaufbau der verwüsteten Anlage erforderlich. Ein jetzt an der Südfassade befindlicher Wappenstein belegt die weitere Zugehörigkeit zum Erzbistum Mainz, es zeigt das Wappen des Erfurter Petersklosters und die Jahreszahl 1592.
Da die angrenzenden Orte bereits zum Protestantismus übergetreten waren, zeigte die Wiederbesetzung des kleinen Klosters wenig Erfolg und man wandelte den Ort in einen landwirtschaftlichen Gutshof um. Auch die in Bischofroda sowie im Nachbarort Berka vor dem Hainich als „Probsteizellaer Lehen“ ausgewiesenen Besitzungen blieben dem Peterskloster erhalten. Bis zum Anheimfall des prälatischen Lehens Bischofroda an das herzoglich sachsen-eisenachische Amt Creuzburg waren im bereits protestantischen Dorf Berka 12 Einwohner und ein Viertel des ebenfalls protestantischen Dorfes Bischofroda als Untertanen des Klosters auf der Grundlage der fortdauernden Verträge an das Erzbistum gebunden. Für die Gerichtsherren der beiden Orte bedeutete diese Situation eine Vielzahl von sozialen Spannungen und Konflikten.

### Enteignung im Dreißigjährigen Krieg
Während des Dreißigjährigen Kriegs nahm der schwedische Stadtkommandant von Erfurt Alexander Essken von 1632 bis 1635 Probsteizella für sich in Privatbesitz.
Erst nach diesem Krieg, welcher Thüringen durch Verwüstungen und die Pest sehr mitgenommen hatte, scheint das Peterskloster in Erfurt wieder mit einem neuen Lehnbrief vom 7. März 1650 die Verwaltung des Probsteizellaer und Bischofrodaer Lehens durch die Familie von Creuzburg fortgesetzt haben.
Der Lehensbrief hat folgenden Inhalt:
Wir Johannes  Henningius von Gottes Gnaden des Köllner Stiftes und Klosters Sankt Peter zu Erfurt, Abt und Herr der Probstei Zella an der Werra, Benediktiner Ordens, Mainzisch Bistums, bekennen öffendlich vor uns und unseren Nachkommen, daß wir den wohladeligen Vögten Ernst Christoph und Adolf Ernst von Creuzburg, allen ihren Leibes-Erben auf ihr untertänigstes Bitten und Ansuchen unser Dorf Bischofroda mit all seinem Zugehörigkeiten, Diensten, Folgen, Steuern, Zinsen, Triften, ... samt allen Freiheiten, Gewohnheiten, Nutzungen und Gerichten über Hals und Hand, Schuld und Schaden nichts daran auschlagen zu Mannlehen geeignet, geliehen und erkannt haben, reichen, leiten und bekennen ihnen dasselbe hier – mit in Kraft dieses Briefes zu rechtes Mannlehen, darob sie unser Kloster die gewöhnliche Lehenspflicht geleistet dergestalt, daß sie einen leiblichen Eid geschworen und vermittels dasselb zugesagt, uns, unseren Nachkommen, getreu, gehorsam und hold zu sein, uns vor Schaden zu warnen, bestens zu werben und solches Lehen getreulich zu verdienen, wie Gewohnheit ist, dieselbe auch, so oft sie zu Fall kommen, rechte Folge tun, als solcher Lehen Art und alten Herkommen vermag, treulich ohne arge List und Gefahr.

### Napoleonische Besatzungszeit
Einige an der Frankenrodaer Kirche ausgestellte Grenzsteine markierten mit zahlreichen weiteren Malsteinen die nun als Exklave betrachtete Flur der Probsteizella.
Herzog Ernst August von Sachsen-Weimar-Eisenach versuchte durch Eingebung seiner Juristen diese inzwischen unbedeutende Besitzung zu kassieren, er berief sich auf ein kursächsisches Gesetz von 1624, nach dem kein Katholik im Lande geduldet werden dürfe und verlangte, das gemäß der Verfassung des fürstlich-sächsisch-ernestinischen Hauses ein evangelischer Lehnsherr eingesetzt werden sollte. Es fand sich aber, niemand zur Übernahme des Probsteizellaer und Bischofrodaer Lehens bereit, zumal dieses bereits mit 14000 Talern Lehensschulden belastet war. Der Erfurter Abt hatte einen Administrator in Bischofroda ernannt; es blieb somit der Status quo bestehen, bis Thüringen schrittweise unter die napoleonische Fremdherrschaft geriet. Das Peterskloster musste seine Besitzrechte in Bischofroda und Probsteizella an die herzogliche Rentkammer in Creuzburg abtreten. Ein französischer General erhielt nach örtlicher Überlieferung von Napoleon das zum Gutshof ausgebaute Probsteizella als persönliches Geschenk überlassen.

### Probsteizella wird Besitz des Kammergutes Bischofroda
Nach der Befreiung von der französischen Okkupation wechselten die Besitzverhältnisse in Probsteizella erneut, es wurde nun dem in Bischofroda eingerichteten Kammergut zugeteilt,
neue Pächter wurden eingesetzt, nachdem 1821 ein Gesetz in Sachsen-Weimar-Eisenach die Ablösbarkeit der Hand- und Spannfrondienste regelte und 1853 die Ablösung der grundherrschaftlichen Rechte vollzogen wurde. 1851 war bereits eine Gemeindebezirksregelung zwischen Bischofroda und Berka wegen der noch aus alter Zeit herrührenden gemeinsam genutzten Hut- und Weidegerechtigkeit, Koppelhuten und Triften erfolgt. 1880 war Ökonomierat
Schambach Pächter des Kammergutes bis um 1900 das Kammergut in Gemeindebesitz von Bischofroda überging.

### Eingemeindung nach Frankenroda

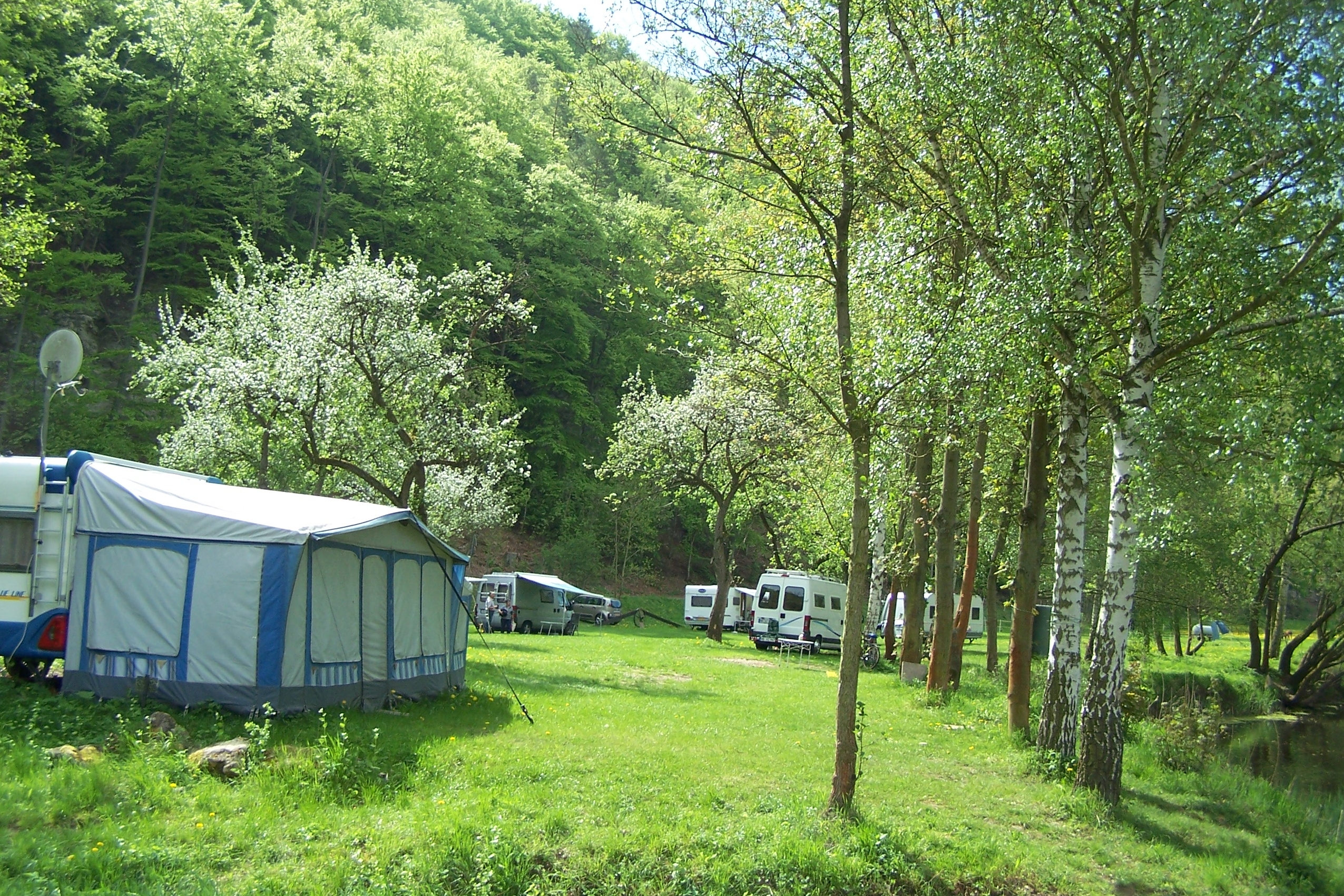
Campingplatz Probsteizella

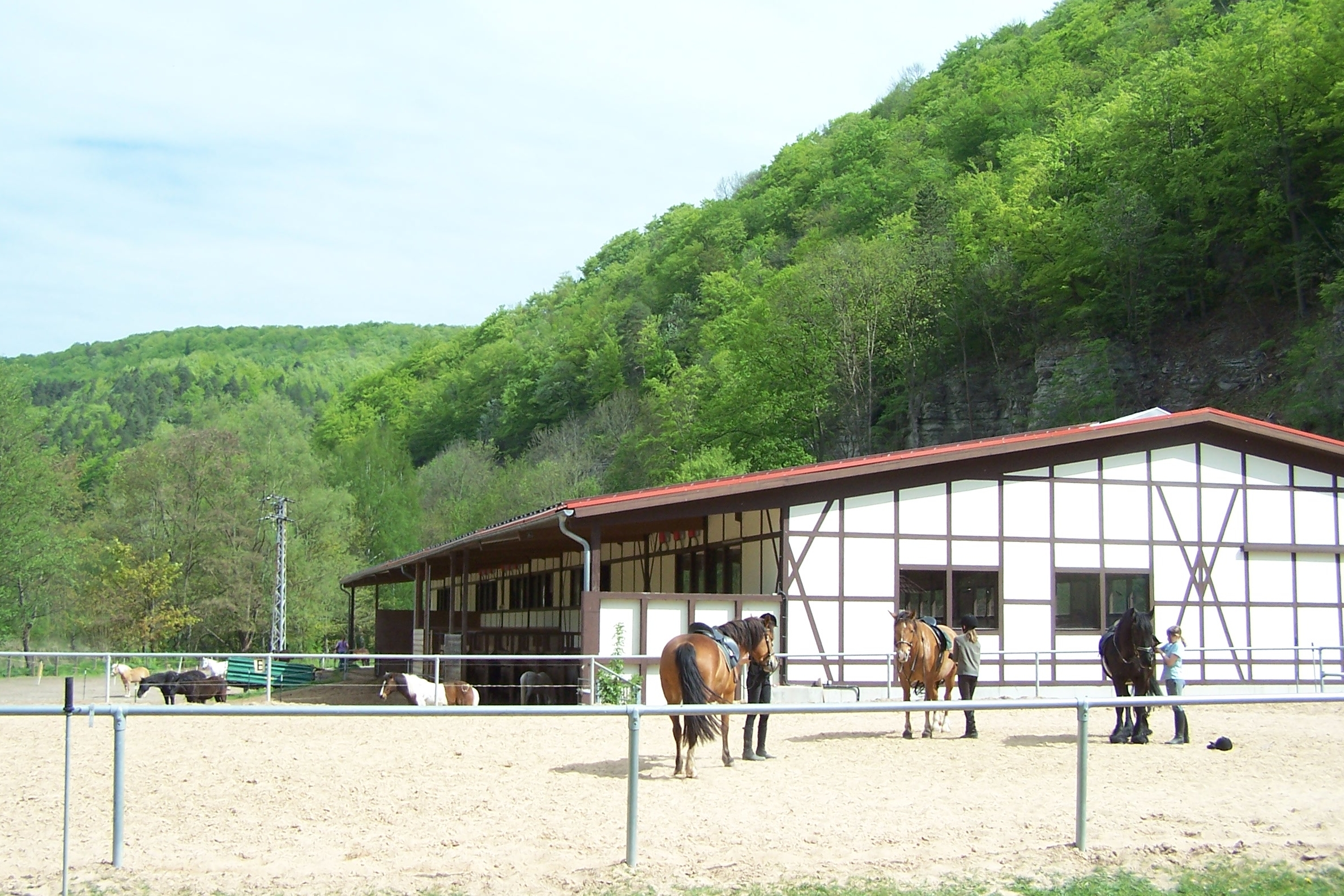
Reiterhof Probsteizella

Politisch blieb Probsteizella eingemeindet nach Bischofroda, bis es am 1. November 1922 bei der
Errichtung des Einheitsstaates Thüringen seinem ehemaligen Gerichtsdorf Frankenroda (ehemals sachsen-gothaisch) zugeteilt wurde.
Die im Jahr 1902 in ersten Streckenabschnitten in Betrieb genommene Bahnstrecke Schwebda–Wartha verband zunächst Treffurt mit Wanfried und Eschwege im Westen. Die Bahnstrecke wurde ab 1907 nach Creuzburg und Eisenach weitergeführt. Die vorgenommene Trassenführung im Werratal zwischen Falken und Frankenroda führte zum Bau mehrerer Brücken und des Bahndammes auf dem gegenüberliegenden Werraufer. Der nächstgelegene Haltepunkte wurden in Frankenroda und Falken errichtet. Im Jahr 1911 folgte die Eröffnung der Bahnstrecke Mühlhausen–Treffurt, die Treffurt mit Heyerode und Mühlhausen im Osten verband. Probsteizella erfuhr dank seiner idyllischen Lage einen zunehmenden Besucherverkehr durch Tagesausflügler. Wegen der Sprengung einiger Werrabrücken am Ende des Zweiten Weltkriegs und der anschließenden Grenzziehung musste der Eisenbahnverkehr zwischen Mihla und Treffurt 1945 eingestellt werden und wurde nie wieder aufgenommen.

### DDR-Zeit und Gegenwart
Die Bodenreform und Enteignung der Großgrundbesitzer in Thüringen sorgte nach dem Krieg für eine Aufteilung des land- und forstwirtschaftlich nutzbaren Areals während Teile des nach Falken zu gelegenen Gebietes später zum Naturschutzgebiet ausgewiesen wurden. Die Gebäude wurden in den 1960er Jahren in ein Ferienobjekt des VEB Laborchemie Apolda überführt, das bis zur Wende fortgeführt wurde, obwohl Probsteizella durch die 1961 eingerichtete Sperrzone faktisch schon zum Grenzgebiet zählte.
Die unsanierten Gebäude und einige Bungalows und Baracken fanden 1996 einen privaten Käufer; 1998 eröffnete in den Räumlichkeiten nach umfassender Sanierung ein Landgasthof.

## Kultur und Sehenswürdigkeiten
- In Erinnerung an die Klosterzeit wurde das noch im Eichsfeld bewahrte Brauchtum der Pferde-Wallfahrt in Probsteizella übernommen.
- Das Naturschutzgebiet Probsteizella befindet sich nördlich der Ortslage und hat eine Größe von 26,9 Hektar. Es wurde am 23. März 1961 ausgewiesen.[3]